# Hussein Fatal

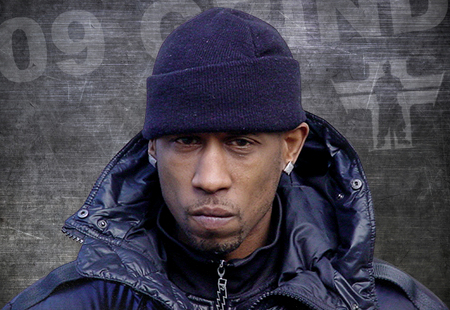
Hussein Fatal

Hussein Fatal (* 3. April 1973 in Montclair, New Jersey; † 11. Juli 2015 in Banks County, Georgia; eigentlich Bruce Washington Jr.) war ein US-amerikanischer Rapper.
Über seinen Schulfreund Yaki Kadafi lernte Washington 2Pac kennen und wurde Mitglied bei dessen Gruppe Outlawz. 2006 kam es zu einer Zusammenarbeit mit Young Noble für ein Kollaborationsalbum. Die Albumveröffentlichung erfolgte am 11. September 2007. Seine bekanntesten Songs sind If I Die Tonight, Blocka Blocka und Chrome 45. Auch nach seinem Tod bleibt er den OutlawImmortalz immer noch im Gedächtnis und hat auch seine eigene Modekollektion auf der offiziellen Website der Outlawz.
Hussein Fatal starb am 11. Juli 2015 bei einem Autounfall.

## Diskografie
- In the Line of Fire (1998)
- Fatal (2002)
- Fatalveli .50 (2007, alte Tracks von 2002 zu Mixtape zusammengefasst)
- Fatalveli Vol. 1 (2003)
- Fatalveli Vol. 2 (2003)
- Section 8 (2006)
- 1090 Official (2007) (mit Hardtimerz)
- Thug in Thug Out (2007) (mit Young Noble)
- New Jersey D.O.C. (2007)
- No Way Out (2008) (mit verschiedenen Thugtertainment Artists)
- Essex County Kings (2008) (mit DJ Trigga, Mizz, S.K. & Mass)
- Makaveli Soldiers (2008, Free Mixtape)
- New Jersey D.O.C. Vol. 2 (2008)
- Thugtertainment Soldiers (2009)
- Pain Muzik (2009)
- Born Legendary (2009)
- Trouble (2009)
- Legendary Status (2018)